# Bouddhisme vajrayana
 (janvier 2017).
Si vous disposez d'ouvrages ou d'articles de référence ou si vous connaissez des sites web de qualité traitant du thème abordé ici, merci de compléter l'article en donnant les références utiles à sa vérifiabilité et en les liant à la section « Notes et références ».

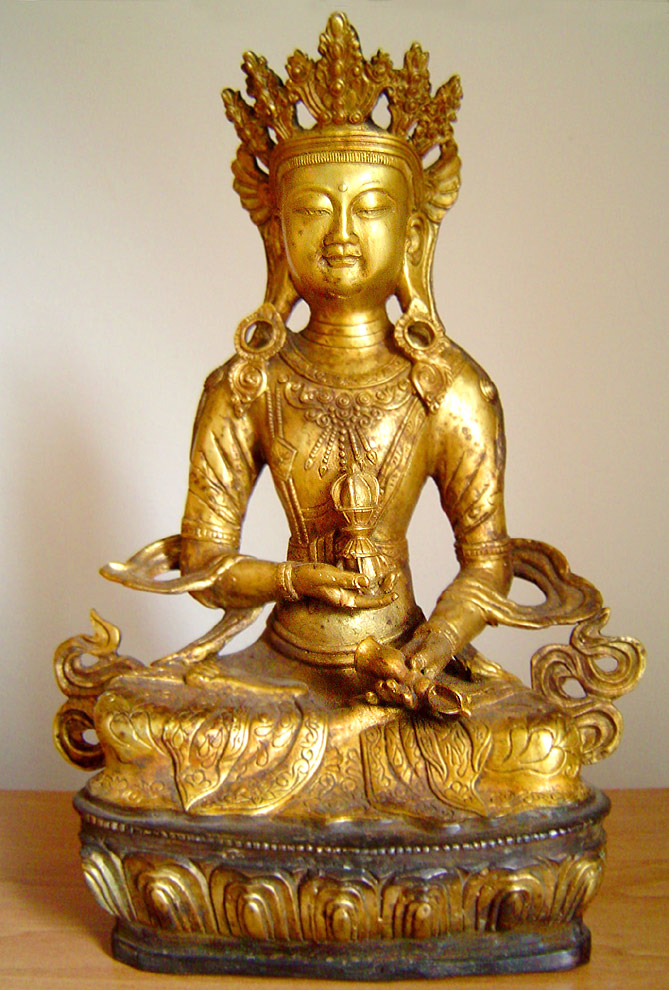
Vajrasattva tenant en main le vajra et la cloche.

Le vajrayāna (sanskrit : वज्रयान) est une forme de bouddhisme d'origine indienne, nommée aussi bouddhisme tantrique ou bouddhisme ésotérique, dont certains principes suivent le bouddhisme mahāyāna. Il contient des éléments semblables à l'hindouisme et en particulier au shivaïsme du Cachemire. Au Tibet, le vajrayāna et le bön, religion locale, se sont eux aussi influencés réciproquement.
Son nom sanskrit signifie « véhicule » (yâna) du diamant ou adamantin (vajra). Elle est décrite par ses pratiquants comme l'indestructible et brillant comme l'ultime réalité, ou de « foudre », destructrice de l’ignorance, et voie d'une rapidité fulgurante. On appelle aussi ce véhicule mantrayāna et tantrayāna, puisqu’il fait appel aux mantras et tantras ; on trouve aussi le nom guhyayāna (« véhicule secret » donc ésotérique, traduit en chinois par mìzōng 密宗 et en japonais par mikkyō).
Il est apparu en parallèle avec l’hindouisme tantrique. Ses premiers textes datent du IVe siècle. Il était déjà bien développé aux alentours du VIIe siècle au nord-Est et à l'est de l'Inde, particulièrement dans les états d'Orissa et du Bihar.
Il est surtout pratiqué de nos jours dans les régions himalayennes (Bhoutan, nord de l’Inde, Népal, au Tibet) et mongoles (Mongolie, Mongolie-Intérieure en Chine et est de la Russie) pratiquant le bouddhisme tibétain, ainsi qu’au Japon (tradition Shingon).
D'origine différente, le Bön est presque à tous égards un vajrayāna, mais non-bouddhiste.

## Principes fondamentaux
Selon les Tibétains, le vajrayāna a été enseigné par le Bouddha Shākyamuni qui a donné trois types d'instructions spirituelles visant à libérer les êtres sensibles de la souffrance et à les conduire à la plus haute perfection de l’esprit : L’Éveil. Cet enseignement est habituellement reconnu sous l’expression « tourner la Roue du Dharma ».
L'Enseignement du « Premier Tour de la Roue du Dharma », les « Quatre Nobles Vérités », donné au Parc des Daims à Sārnāth, constitue le cœur du Hīnayāna. L'Enseignement du « Deuxième Tour de la Roue du Dharma » donné au Pic des Vautours à Rajagriha (actuelle Rajgir), avait trait à la « Perfection de la Sagesse » (Sanskrit Prajnaparamita) décrivant la véritable nature de la réalité, sans existence autonome de l'ego et du monde, la vacuité (Śūnyatā), au parcours de la pratique du chemin de bodhisattva ; cela constitue le cœur du Mahāyāna.
Pour dissiper la contradiction apparente entre les « Quatre Nobles Vérités » qui suggèrent que les phénomènes ont une existence indépendante et la « Perfection de la Sagesse »  qui démontre que ces mêmes phénomènes ont une existence interdépendante, le Bouddha a tourné pour la troisième fois la Roue du Dharma, donnant un nouvel éclaircissement de la voie vers l’Éveil. Le Bouddha distingue notamment les enseignements sur la réalité ultime de ceux sur la réalité relative, en fonction de la capacité de compréhension de son auditoire. Cet Enseignement concerne la nature de l’esprit qui est loin d’être néant, cette absence de réalité intrinsèque est dynamique, lumineuse et sage, elle constitue la nature de Bouddha présente chez tous les êtres. Au-delà de toutes notions d’existence et de non-existence, elle est l’union de la sagesse et de la compassion. L'Enseignement du « Troisième Tour de la Roue du Dharma » relie les sutras et les tantras. La voie de la Transformation des Tantras préconise l’emploi de méthodes méditatives et yogiques. La pratique du Vajrayāna nécessite des instructions reçues auprès d'un Lama, car des visions erronées pourront être fatales.

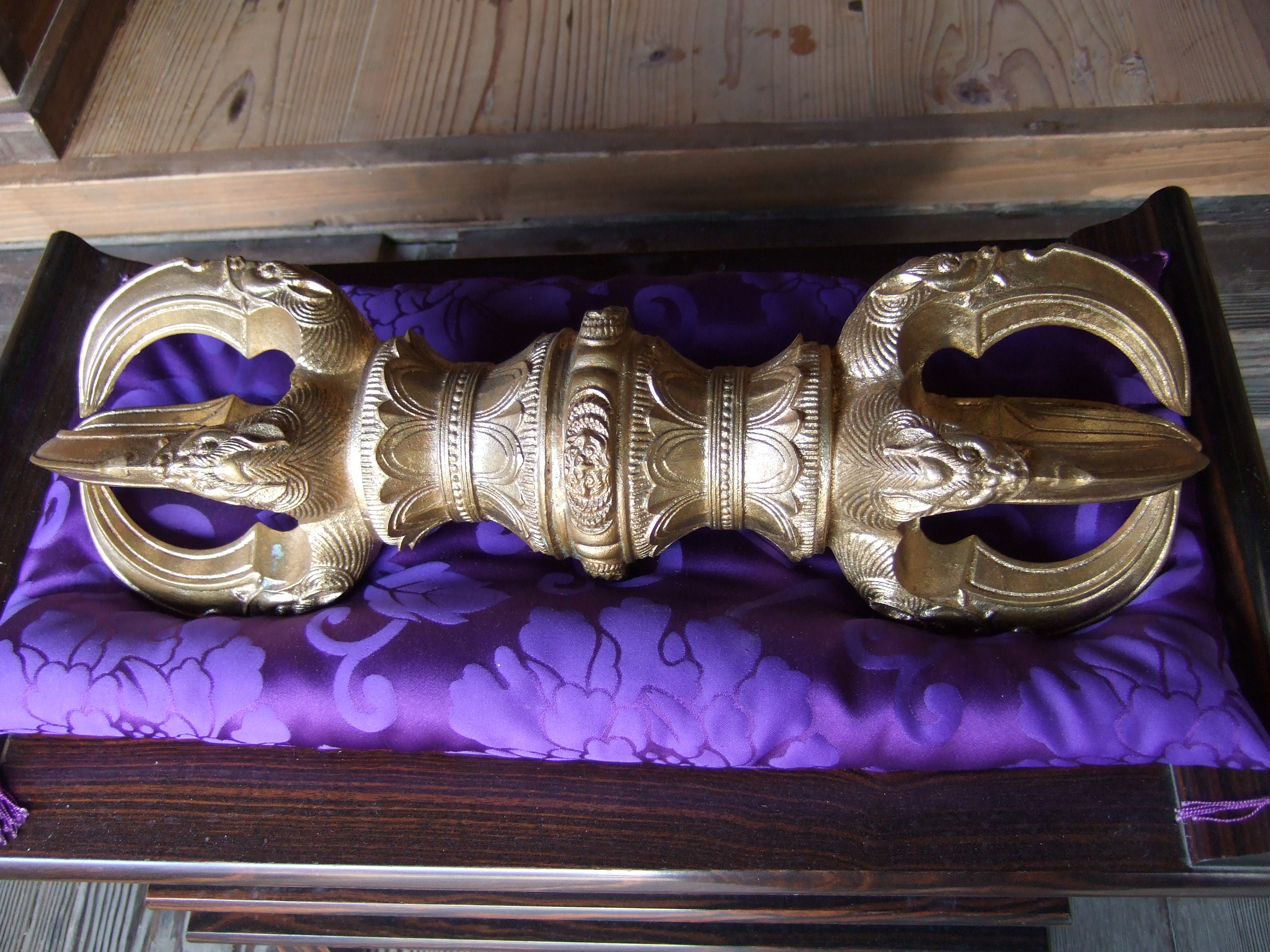
Un vajra rituel, symbole polymorphe, notamment de l'habilité, l'inventivité et l'inflexibilité dans la mise en œuvre du dessein du bodhisattva.

Le Vajrayāna s’inscrit dans le cadre bouddhique et philosophique du Mahāyāna et nécessite une bonne compréhension de la compassion et de la vacuité (shunyata). Dans le Mahāyāna, les pratiquants, en plus du vœu de la libération individuelle, font celui d’aider autrui sur le chemin de l’Éveil. C’est le vœu de bodhicitta, l'Esprit d'Éveil. Cet engagement fondamental est indispensable pour accéder au Vajrayāna. De plus, il convient de réaliser la bodhicitta absolue de la double vacuité du « soi » et des phénomènes extérieurs.
La « Vacuité » n’est nullement synonyme de néant. Il s’agit de la réalité absolue de tous les phénomènes : n’existant qu’en interdépendance, ils sont dépourvus d’existence indépendante, leur apparence n’est qu’une réalité relative. Cette dernière réalité, appelée vérité conventionnelle, est un piège pour l’ignorant qui prend ce qu'il perçoit pour l’unique vérité, le plongeant dans une illusion qui engendre la souffrance. Pour autant, les réalités absolues et relative des phénomènes sont indissociables. La philosophie de la vacuité n’est ni nihiliste, puisqu’elle admet la vérité relative des phénomènes, ni éternaliste, puisque selon elle, les phénomènes étant par nature interdépendants, ils sont impermanents. Cette vision débouche sur une sagesse infinie qui, alliée à la compassion sans référence, sont les prémices indispensables à la compréhension du tantrisme.
Tandis que les véhicules des sûtras prônent le renoncement aux émotions perturbatrices pour maîtriser l’esprit et parvenir à l'Éveil, le véhicule des tantras préconise l’utilisation du potentiel de ces émotions. Si l’on reconnaît qu’en leur nature profonde les agrégats du « moi », les émotions sont des qualités de la Nature de Bouddha, il est possible de les purifier ou de les transformer en sagesse par divers « moyens habiles ». C’est la voie qui transforme les poisons en remèdes ou catalyseurs.
Le vajra, ou sceptre-diamant, symbolise le principe de cette transformation. Les cinq branches du bas représentent les cinq agrégats grossiers du « moi » ou les cinq émotions perturbatrices, avidité, colère, ignorance, orgueil et scepticisme. Les cinq branches du haut symbolisent les cinq dhyani bouddhas ou les cinq sagesses résultant de la transformation des émotions perturbatrices. Au milieu, la sphère de la vacuité est la clé de la transmutation.
Pour atteindre l’au-delà de la souffrance ou nirvâna il n’est plus nécessaire de rejeter le samsâra, le « cercle vicieux » de notre existence conditionnée. L’idée est de transmuter les perceptions impures en visions pures. Le samsâra n’est jamais que notre perception karmique impure, elle-même est le fruit de nos conditionnements et de notre ignorance. Il y a en fait indivisibilité du saṃsāra et du nirvāna.
Loin d’être de simples techniques, les moyens habiles sont nés de la pure sagesse des Bouddhas. Très variés, ils comprennent entre autres la visualisation de la déité de pratique, ou Yidam, la récitation de mantras, formules transformant l’essence des déités en sons, l'exposition de gestes symboliques ou mudrā, des rituels complexes, l’élaboration de mandalas, l’utilisation d’objets rituels et de danses sacrées. Les déités Yidam ne sont pas des dieux extérieurs mais des archétypes de l’Éveil, des Bouddhas répartis en cinq divisions ou familles selon leurs qualités respectives.
L’aspirant au Vajrayāna doit choisir avec discernement un maître qualifié à qui il peut accorder toute sa confiance. Celui-ci lui accorde la transmission de pouvoir, ou wang, et les instructions qui lui permettront de pratiquer un sâdhana, ou « moyen d’accomplissement ». Ce sâdhana consistera principalement à visualiser la déité, ou Yidam, et à réciter son mantra, ce qui est un moyen puissant de transformation des caractéristiques émotionnelles ordinaires en sagesse. Quand le yogi réalise enfin que sa vraie nature n’est pas différente de celle de la déité, il atteint la libération.
Ce chemin nécessite la confiance ou absence de doute, la pureté de vision et un lien sacré, ou samaya, parfait avec le maître. Incarnation vivante de la transmission des Bouddhas, détenteur de la Sagesse de tous les maîtres de la lignée qui l’ont précédé, le maître ou Lama, est effectivement indispensable.

## Une forme de Mahāyāna

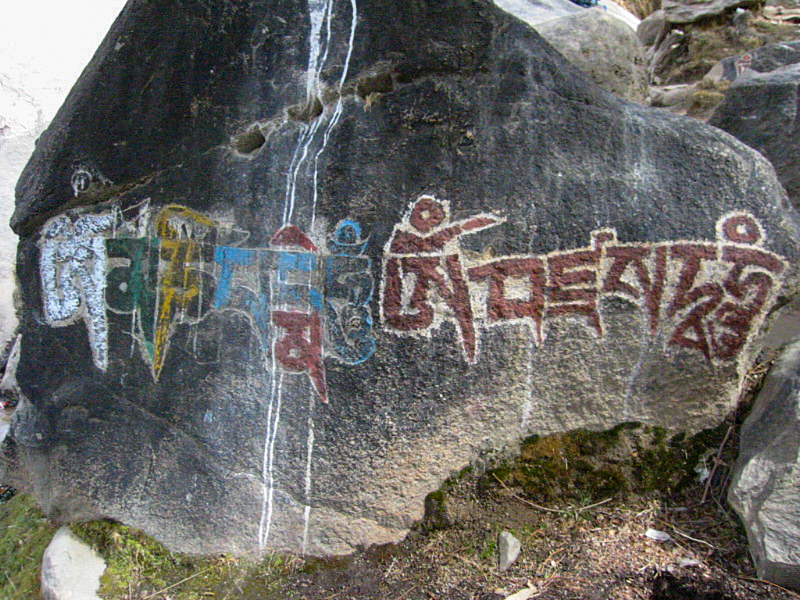
Mantra de Tchenrézi (Avalokiteshvara) près du Potala au Tibet
Le texte polychrome à gauche est le premier mantra du bouddhisme tibétain, en sanskrit (en tibétain : ༀམནིཔདྨེཧཱུྃ; Wylie : oMmanipad+mehU~M). Le texte monochrome à droite est en sanskrit « Om Vajrasattva Hūm », une invocation à l'incarnation de la pureté originelle.

Le vajrayāna présente les caractéristiques du mahāyāna dont il est une forme : 
- le but de la pratique est de développer la Nature de Bouddha (Tathagatagarbha) qui est en soi et d’atteindre l’état de Bodhisattva pour sauver tous les êtres ; importance de la compassion et croyance à la possibilité de dédier ses mérites au bénéfice d’autrui ;
- du fait de la présence universelle de cette Nature de Bouddha chez les êtres sensibles, les laïcs sont également capables d'entreprendre la pratique ;
- possibilité d’atteindre l’éveil plus rapidement que ne le conçoit le Hīnayāna, dans l’espace d’une vie même pour les mieux préparés ;
- concept du trikaya ;
- importance des sutras du Mahāyāna.

Le Vajrayāna est souvent décrit comme un véhicule qui est plus rapide que le Mahāyāna et le Hīnayāna pour atteindre l'Eveil, et potentiellement en une seule vie. Comme le Mahāyāna, il se réfère aux pratiques et enseignements du Hīnayāna, qui forme la base de l'Enseignement Bouddhiste. Kūkai, fondateur du Shingon, pense que le Vajrayāna doit être considéré comme un « troisième véhicule » supérieur aux deux autres. En effet, son enseignement, monologue du dharmakāya Vairocana avec lui-même, serait dénué de toute contingence, au contraire de celui des « petit » et « grand » véhicules.

## Pratiques
La particularité principale du Vajrayāna est le recours aux Tantras ou autres méthodes de méditation yogiques comme le Dzogchen (Mahasandhi, Mahasamadhi ou atiyoga), surtout pratiqué par le nyingmapa et le bön, ou le Mahamudra (Chagchen) des courants Kagyüpa et Shingon.
Ces techniques sont typiquement transmises de maître à disciple. Elles sont en effet considérées comme puissantes, donc dangereuses si elles sont pratiquées de manière inadéquate, et il appartient au maître d’apprécier ce qui doit être enseigné et à quel moment. Les Tantras sont présentés comme relevant d’un niveau supérieur (troisième roue) aux Soutras Hīnayāna (première roue) et Mahāyāna (deuxième roue). Ils auraient été enseignés par le Bouddha historique, mais tenus secrets.

### Identification à la déité

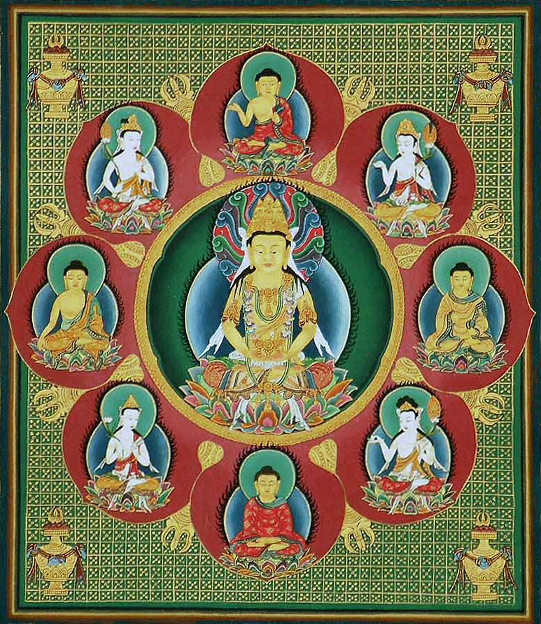
Bouddha primordial Vairocana au centre d’un mandala taizōkai Shingon.

La pratique tantrique la plus générale est l’identification à une déité (être éveillé), censée développer plus rapidement la « Nature de Bouddha » présente en chacun grâce à la perception directe de la béatitude divine libre d’attachements. Cette déité choisie comme support de méditation se nomme yidam en tibétain et ishtadevata en sanscrit. L'identification se fait par le biais de sa visualisation et de celle de son environnement, aidée de supports graphiques (yantras et mandalas), de l’accomplissement de gestes rituels (mudrā) avec des accessoires symboliques, et de la récitation de mantras. Une onction (abhisheka) préalable du maître confère au disciple le pouvoir d’entreprendre efficacement cet exercice.
Le Dalai Lama précise souvent dans ses enseignements que l'essentiel n'est pas l'identification à une déité, mais l'abandon des « apparences et concepts » ordinaires.
Cette pratique se nomme dans le Shingon Sanmitsu, les « Trois mystères » (ou les trois moyens mystérieux) : celui du corps (Mudrā), celui de la parole (mantra) et celui de l’esprit (visualisation), qui doivent être parfaitement joints dans la méditation. La plupart des mandalas japonais appartiennent à l’une des deux catégories taizōkai et kongōkai

### Déités
Le vajrayāna dispose d’un panthéon de déités multiples : Bouddhas, protecteurs ou gardiens, et Bodhisattvas (dont certains patriarches du bouddhisme tibétain). Il ne s'agit pas de « déité » au sens habituel, mais de supports de méditation, lesquels sont cependant souvent interprétés par les laïcs comme des « divinités ». Il s’agit de recourir aux apparences pour réaliser l’absence de nature propre du vrai soi. Les figures le plus souvent choisies sont Avalokiteśvara, Tara, Manjusri, ainsi que les déités courroucées Cakrasamvara (Heruka), Vajrayogini (Vajradakini), Vajrakilaya, Hevajra (sakyapa) ou Vajrabhairava -Yamantaka (gelugpa). Certaines figures présentent une forme « courroucée » utile pour stimuler le pratiquant ou canaliser la colère, car on est invité à transformer les émotions et pulsions physiques négatives ou parasites en énergie positive et compassion au bénéfice des autres.
Une particularité de l’iconographie vajrayāna est la représentation Yab-Yum de certaines déités, exprimant différentes formes d’unions duelles comme celle de la compassion et de la sagesse.
Les déités principales de Shingon forment un groupe appelé les Treize Bouddhas (Jusan Butsu). Ce sont les cinq dhyani bouddhas  Dainichi Nyorai (Vairocana), Shaka Nyorai (Shakyamuni), Yakushi Nyorai (Bhaisajyaguru, Bouddha de médecine), Amida Nyorai (Amitābha) et Ashuku Nyorai (Akshobhya), les sept bodhisattvas Monju Bosatsu (Manjusri), Fugen Bosatsu (Samantabhadra), Jizo Bosatsu (Ksitigarbha), Miroku Bosatsu (Maitreya), Kannon Bosatsu (Avalokiteśvara), Seishi Bosatsu (Mahasthamaprapta) et Kokuzo Bosatsu (Akasagarbha) et enfin Fudô Myôô, qui dans ce système est l’une des formes irritées de Dainichi Nyorai.

### Visualisations corporelles
Le vajrayāna fait référence à des visualisations corporelles prenant appui sur les traditions indienne et tibétaine : pranayama, cakras, kundalini etc. La médecine fait d’ailleurs partie des matières enseignées dans les monastères himalayens.

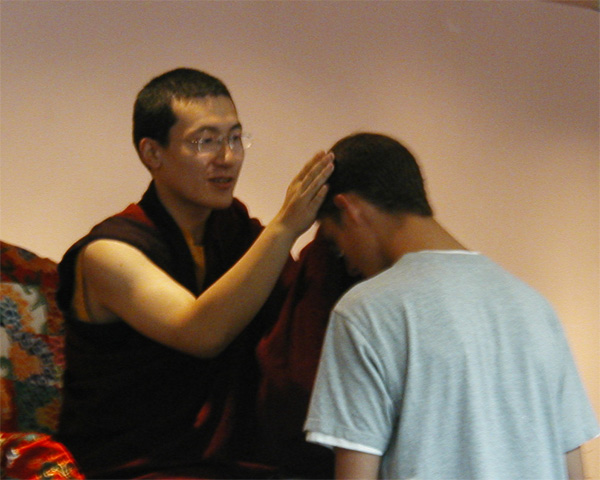
Bénédiction de Trinlay Thaye Dorje, l'un des Karmapas.

### Initiation et onctions
L'adhésion au vajrayāna requiert une cérémonie d’initiation qui est à la fois une autorisation formelle et un transfert « réel » de qualités subtiles conférés au disciple. Elle est présidée par un Lama ayant l'autorisation d'initier ses fidèles. Le dalaï-lama a effectué des initiations Kālacakra à des centaines de milliers de personnes. Il existe également des onctions propres à certaines pratiques. Les puissances du Bouddha peuvent ainsi être transmises à travers des supports : transfert du nirmāṇakāya par l’eau safranée sacrée contenue dans un vase, du sambhogakāya par un mantra récité avec un mâlâ, du dharmakāya sous forme du Dorjé (ou Vajra) ou d’un autre accessoire rituel.
Les pratiquants laïcs peuvent solliciter, en plus des pouvoirs spirituels, du bien-être matériel et la santé qui leur permettent de bien poursuivre leur pratique. Au Japon, le Shingon est particulièrement connu pour ses prières nommées kaji.

### Accessoires rituels

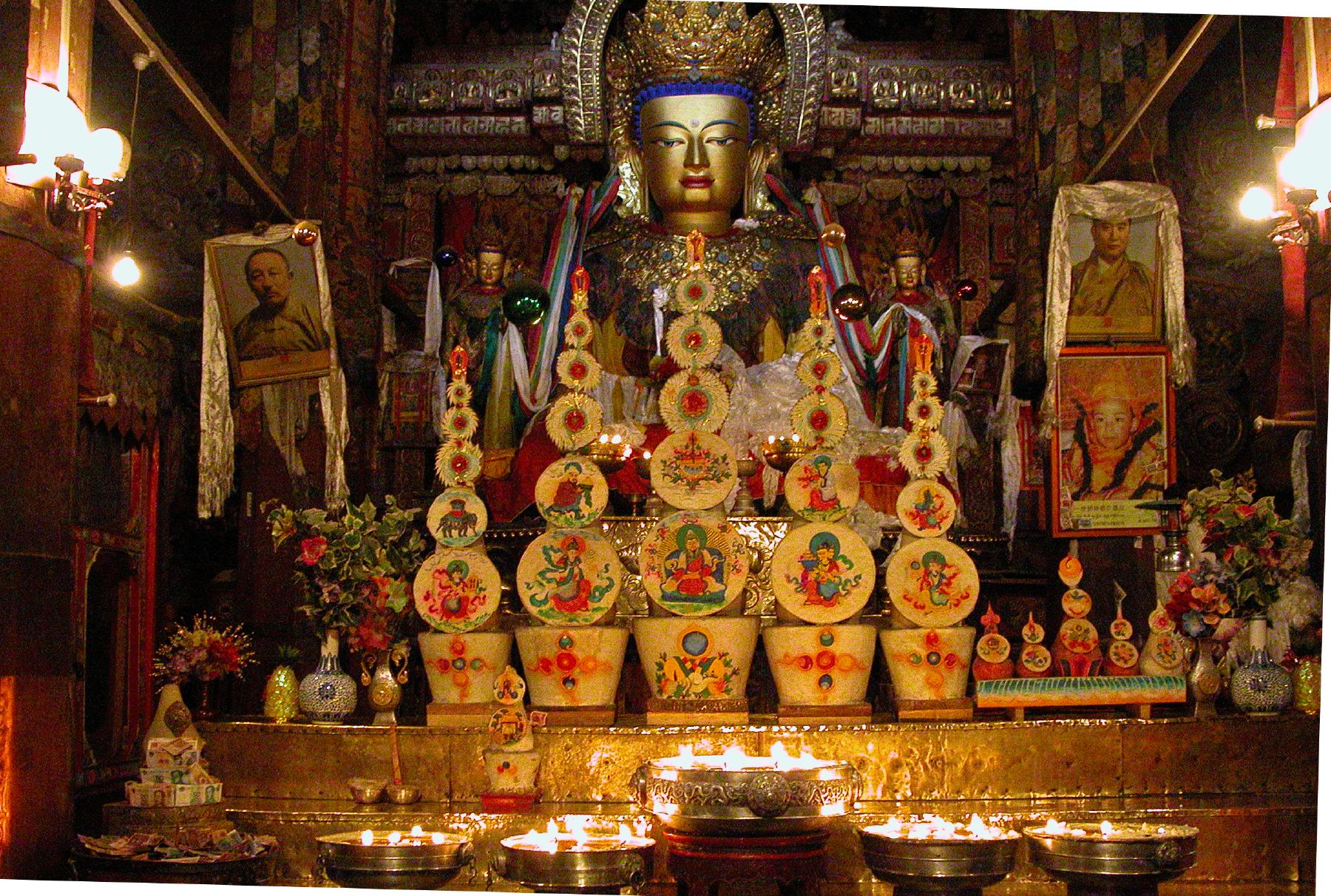
Autel dédié au Panchen-lama au Tibet.

Dans le vajrayāna tibétain, les ornements d’autel les plus courants sont des bols d’eau, des lampes à l'huile (traditionnellement du beurre de yack), des lampes en forme de lotus, de l’encens, des tormas (cônes de farine d’orge du Tibet et de beurre d’origine bön[Quoi ?]). Les rituels font appel au vajra (dorjé en tibétain), foudre ou diamant, qui symbolise la compassion et la méthode, au ghanta (dril bu en tib.), cloche, qui représente la sagesse, au tambour damaru, et au phurpa, dague rituelle, qui pourfend les obstacles.
voir aussi : autel Shingon

### Retraites
Dans le bouddhisme tibétain, les moines ou les laïcs peuvent effectuer des retraites de trois ans (traditionnellement, trois ans et trois mois lunaires) consacrées à l’approfondissement de certaines pratiques précisées par leur maître. Une fois terminée, ils obtiennent le titre de Lama.
Ils s’y préparent par l’accomplissement de nombreux rituels tels que les Ngöndro (les pratiques préliminaires).

### Tulkouset réincarnations
Une autre spécificité du bouddhisme tibétain est l'existence de lignées de réincarnation que l'on retrouve dans toutes les quatre écoles kagyüpa, gelugpa, nyingmapa et sakyapa. Pour certains grands maîtres, après leur mort, leurs assistants recherchent leurs réincarnations, parfois aidés par des indications qu’ils ont laissées à l’approche du décès. Les exemples les mieux connus sont le dalaï-lama, le Panchen-lama et le Karmapa. D’autre part, il n’est pas rare que des chefs temporels ou religieux soient considérés comme l’émanation d’une déité, Avalokiteśvara, Amitābha ou Manjusri.

## Histoire

### Inde
Les origines exactes du tantrisme n’ont pas encore été bien déterminées. Certains pensent qu’il est né dans la vallée de la Swat au Pakistan, d’autres dans le sud de l’Inde. Les premiers textes apparaissent autour du IVe siècle. L’université de Nâlandâ en fut un centre important jusqu’au XIe siècle. Suivant le déclin du Bouddhisme, il disparut au XIIIe siècle jusqu’à l'arrivée d'exilés tibétains à Dharamsala au XXe siècle.

### Chine
Dans les pays de culture et langue chinoise, comme la Chine (Le monde chinois incluant continentale, dont Hong Kong et Macao mais aussi Taïwan), la Malaisie ou Singapour, le bouddhisme ésotérique est communément appelé Tángmì (唐密) « Bouddhisme secret de la Dynasty Tang » ou hànchuán mìzōng (汉传密宗) « Bouddhisme Secret de la Transmission Han » (汉密, hànmì) ou Dōngmì (东密) « Bouddhisme secret de l'Est », pour le différencier de son homologue du Tibet.
C'est sous le nom de Mizong (école ésotérique), que le bouddhisme tantrique pénètre au VIIIe siècle grâce à 3 principaux traducteurs, Vajrabodhi (Ch.金剛智) (671–741), Shubhakarasimha (637-735) et  Amoghavajra (不空金剛, 705 — 774), patriarches de Zhenyan 真言, zhēnyán (parole vraie ou mantra). Les empereurs Suzong (r. 756 – 763) et Daizong (r. 763 – 779) lui accordent un grand crédit et place sur ses conseils l’empire sous la protection du bodhisattva Manjushri, faisant du mont Wutai un centre de diffusion tantrique. Son implantation sera interrompue pendant un peu plus d'un siècle sous l'impulsion de l'empereur Tang Wuzong en 845, un an avant sa mort, qui interdit des religions considérées comme étrangères ; (les manichéens, les bouddhistes et les nestoriens sont interdits en faveur du confucianisme et du taoïsme). À cette période, Huiguo (慧果), disciple d'Amoghavajra, aura eu le temps d’initier Kūkai qui implantera le courant Zhenyan au Japon sous le nom de Shingon.
Le royaume de Wuyue est une région du Sud-Est de la Chine qui préserve le bouddhisme, principalement de l'école Tiantai, jusqu'à la fin du règne de la dynastie Tang. la Dynastie Song (960 – 1279), laisse revenir le bouddhisme, majoritairement Chán.
Le Vajrayāna réapparaît sous la dynastie mongole Yuan (1234 – 1368), dont le fondateur est un fervent, il fait construire à Dadu (aujourd'hui Pékin) le temple Zhenjue, pour accueillir le précepteur impérial Phagspa de l'école Sakyapa.
La cour des Mandchous de la dynastie Qing (1644 — 1912), choisit officiellement le vajrayana, afin de mieux contrôler certaines minorités des régions occidentales himalayennes tibétaines et mongoles, ainsi que de la Mongolie (comprenant alors Mongolie-Intérieure et Mongolie extérieure) au Nord et du Xinjiang au nord-Ouest, dans ses régions peuplés de mongols Oïrats, de Kazakhs ou de Kirghizes. Elle ne sera toutefois pas imposée au reste du pays où le Mahāyāna est prédominant. Des grands ensembles monacaux comprenant du vajrayana sont alors construits partout en Chine, le plus important étant probablement celui du Mont Wutai, dans la province du Shanxi, comprenant plus d'une centaine d'édifices, temples et monastères, mahayana et vajrayana.
La révolution culturelle qui dura 10 ans, où toutes les religions sont interdites et de nombreux édifices détruits, est une seconde épreuve pour le bouddhisme sur l'ensemble de la Chine, qui va alors du Xinjiang et Tibet à l'Ouest, au Dongbei (ou Mandchourie) au Nord-Est. Deng Xiaoping, autorisera de nouveau les cultes religieux au cours des années 1980. Le bouddhisme vajrayāna connaît aujourd'hui un grand regain d'activité, notamment, de par les écoles tibétaines et mongoles qui attirent les chinois de l'ensemble du pays, indépendamment des ethnies.[réf. nécessaire]

### Japon
On retrouve au Japon, outre des écoles du mahāyāna, les écoles tantriques sino-japonaises (environ 20 millions de pratiquants) :
- le bouddhisme Shingon, école ésotérique implantée au Japon au début du IXe siècle par Kūkai (Kobo Daishi) ;
- l'école japonaise Tendai (particulièrement le courant Jimmon), dérivée de l'école chinoise Tiantai mahāyāna à l'enseignement de laquelle elle a intégré des éléments tantriques (mikkyō).

### Indonésie et Malaisie
À la fin du VIIIe siècle, le Vajrayāna s’implante depuis l’Inde sur l’île de Java où est construit le temple de Borobudur. L’empire de Sriwijaya devient un centre de diffusion du bouddhisme tantrique. Atisha y fut l’élève de Serlingpa, prince et moine. L’Islam l'éclipsa au XIIIe siècle.

### Mongolie
En 1239, les Mongols pénètrent pour la première fois au Tibet dans le cadre de leur encerclement militaire de la Chine. En 1244, le prince Godan invite Sakya Pandita, chef des sakyapa, à se rendre au Kokonor pour reconnaître la suzeraineté mongole sur le Tibet. Celui-ci amène avec lui deux neveux, Drogön Chögyal Phagpa ('Phags-pa; 1235-1280) et Chana Dorje (Phyag-na Rdo-rje) (1239-1267). Le prince manifeste, dit-on, un grand intérêt pour le Bouddhisme et devient un adepte. En 1260, l'année où il devint le Khan des Mongols, Kubilai Khan a nommé Chögyal Phagpa son Régent Impérial. Selon les Mongols actuels, Phagpa fut le premier à « inaugurer la théologie politique de la relation entre l'État et la religion dans le monde bouddhiste tibéto-mongol »,. Avec le soutien de Kubilai Khan, Chögyal Phagpa s'est établi ainsi que son école en tant que pouvoir politique prééminent au Tibet. En 1269, Kubilai Khan, donne le contrôle administratif du Bouddhisme en Chine aux lamas sakyapa[réf. nécessaire]. Adopté officiellement par la famille impériale (qui conserve néanmoins les shamans et cérémonies de sa religion traditionnelle), le Vajrayāna se répand chez les Mongols. Des tulkus, chefs de lignages réincarnés, sont découverts parmi eux. Les liens restent autant politiques que religieux, comme en témoigne une intervention militaire à la fin du XVIIe siècle pour mettre en place un nouveau Dalaï Lama. De nos jours encore, le Vajrayāna reste pratiqué par une importante population mongole.

### De nos jours
On retrouve la pratique du bouddhisme vajrayāna en Mongolie, au Bhoutan dans différentes régions du Nord de l'Inde (Sikkim et Ladakh) et dans différentes régions de Chine : Ensemble du Tibet, Mongolie-Intérieure et différents lieux de pèlerinage et temples disséminés dans l'ensemble de la Chine comme les mont Wutai (mêlant vajrayana et mahāyāna) dans la province du Shanxi, ainsi que différents lieux, comme dans les provinces du Shaanxi (temple Guangren), Gansu, Qinghai, Sichuan (comme le Mont Emei mêlant vajrayāna et mahāyāna), Yunnan ou encore à Pékin la capitale où l'on dénombre encore quatre monastères en activité, Temple Miaoying (妙应寺), Temple de Yonghe (雍和宫) ou Temple Biyun (碧云寺)

#### Exil et diffusion
Aujourd’hui, presque tous les grands monastères et chefs de lignages du Vajrayāna tibétain ont leur siège principal au Népal, au Bhoutan, ainsi que dans différentes régions de l'Inde, au Sikkim, ou au Ladakh. Beaucoup (y compris le Bön) ont saisi l’occasion pour propager activement leur enseignement en dehors des régions himalayennes. Si la lignée gelugpa est la plus répandue chez les Himalayens, Karma Kagyu semble avoir une présence internationale plus importante[réf. nécessaire]. Le bouddhisme Shingon également se diffuse en dehors du Japon.

## Filmographie
- DVD du film « Bokar Rimpoché : Maître de Méditation » (Vertigofilms)

## Musique
- CD audio : « Bokar Rimpoché : Sacred chants & Tibetan rituals » (Vertigofilms) : Recueil de chants méditatifs tibétain.